# Kristina Mundt
Kristina Mundt, född den 25 januari 1966 i Merseburg i Tyskland, är en östtysk och därefter tysk roddare.
Hon tog OS-guld i scullerfyra i samband med de olympiska roddtävlingarna 1992 i Barcelona.